# 舍阿奈比山武裝衝突
舍阿奈比山武裝衝突是指突尼西亞武裝部隊和伊斯蘭馬格里布蓋達組織所爆發的武裝衝突，並且最後導致突尼西亞政府決定針對當地疑似恐怖份子之據點展開攻擊。最早在2013年5月、6月和7月時，當地執行任務的突尼西亞武裝部隊士兵便陸陸續續遭遇蓋達組織所埋藏的地雷攻擊，並且造成許多人被迫截肢或者因而視力受損。2014年7月19日時，蓋達組織更進一步針對巡邏中的士兵發動伏擊行動，造成8名突尼西亞武裝部隊軍人因而喪命。針對這些攻擊行動突尼西亞政府指控是蓋達組織於當地設置地雷以及發動伏擊，並且在8月3日時在舍阿奈比山附近開始以戰機和火炮進行大規模轟炸以試圖殲滅蓋達組織成員。